# Зграда Прогреса у Београду
Зграда „Прогреса” налази се у градској општини Стари град, у Змај Јовиној улици 8—10 у Београду. Уврштена је у споменик културе Србије.

## Историјат и архитектура
Објекат је саграђен у периоду 1993—1996. године као шестоспратна пословна зграда, а на његовом месту је раније био једноспратни објекат који је оштећен током Другог светског рата. Пројекат зграде „Прогреса” и галерије у приземљу изградили су српски архитекти Миодраг Мирковић и Љубиша Мангов, који су победили на конкурсу 1990. године. Посебан сегмент споменика културе представља галерија Прогрес, која је површине 530 m² и она обухвата приземље и сутерен. Главни улаз у зграду је из правца Кнез Михаилове улице и ту се налази бронзана скулптура Меркура, на ротирајућем постаменту, рад уметнице Оље Ивањицки, која је била чланица уметничке групе Медиала и чијом изложбом је отворена галерија Прогрес 1997. године. Приземни део зграде је од стакла како би сагледивост изложених ствари била транспарентна. На месту некадашње галерије „Себастијан“ отворена је модна галерија, па је сачуван идентитет места. За пројекат зграде, архитектама Мирковићу и Мангову додељена је награда листа „Борба“ за најуспешније архитектонско остварење изведено у 1996. години.
Влада Републике Србије је на предлог Завода за заштиту споменика културе града Београда у августу 2019. године прогласила зграду за споменик културе Србије.